# Tom Odell

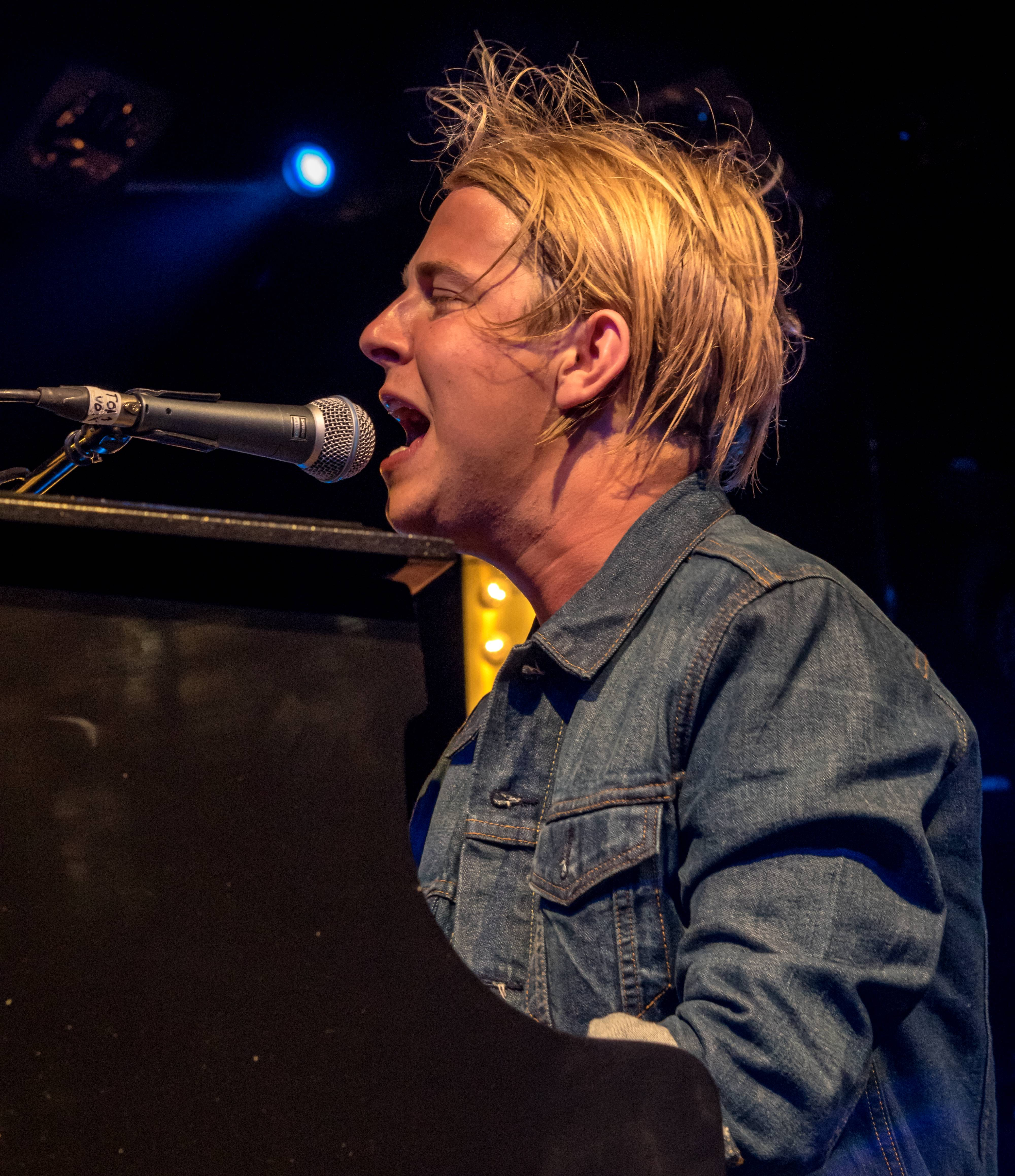
Zelt-Musik-Festival em 2015 Freiburg, Alemanha

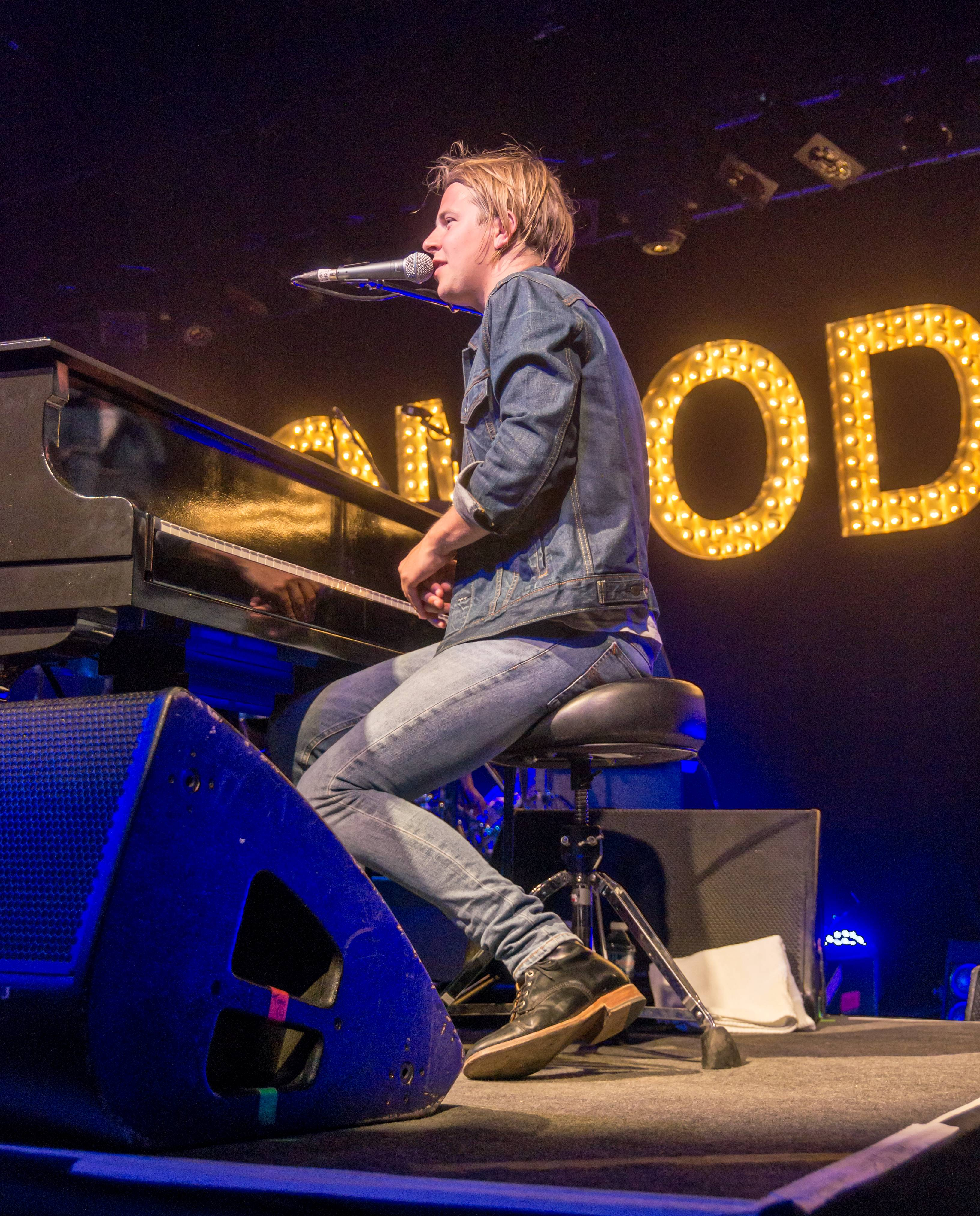
Zelt-Musik-Festival em 2015 Freiburg, Alemanha

Thomas Peter Odell (24 de novembro de 1990, Chichester, West Sussex, Reino Unido) é um cantor e compositor inglês. Lançou seu primeiro EP, Songs From Another Love, em 15 de outubro de 2012. Em 2013, foi vencedor do premio BRITs Critics' Choice Award e mais tarde no mesmo ano, em 24 de junho, lançou seu álbum de estreia intitulado Long Way Down. Seu segundo álbum de estúdio, Wrong Crowd, foi lançado em 10 de junho de 2016. Em outubro de 2018, seu terceiro álbum de estúdio, Jubilee Road, foi lançado. E em 9 de julho de 2021, seu quarto álbum de estúdio, monsters, foi lançado.

## Infância e início da carreira
Nascido em Chichester, Tom Odell é filho caçula de uma professora do primário e de um piloto de avião. Passou parte de sua infância em Nova Zelândia por causa do trabalho de seu pai, mas foi educado em West Sussex, no Seaford College. Durante sua infância, ao ver com frequência sua avó tocar piano, ficou muito interessado no instrumento, e trocou suas aulas de natação pelas lições de piano da irmã. E então, aos treze anos, começou a escrever suas próprias canções secretamente, pois sentia que não era algo “legal”.
Aos dezoito anos, planejava entrar na University of York, porém desistiu para tentar uma vaga numa faculdade de música em Liverpool. Participava em noites de microfone aberto que são locais onde qualquer pessoa poder ir ao palco e cantar mas ele era muitas vezes humilhado, então voltou para Chinchester após ser demitido de seu emprego como barman.
Mesmo assim, ia frequentemente a Londres com o carro de sua avó  para se apresentar e fazer anúncios em escolas de música. 
Ele estudou na British and Irish Modern Music Institute (BIMM) em Brighton, tocando como parte da banda Tom & The Tides, formada por ele e mais quatro amigos, antes de se mudar para Londres em 2010. Junto a banda, gravou e lançou a música "Spider" para um álbum de sua universidade intitulado de "BIMM - What's Inside Your Head? Vol. 3". No entanto, mais tarde decidiu se tornar um artista solo porque "não queria ter que depender das pessoas".

## Carreira Musical

### 2012–2013: início de carreira eLong Way Down
Em 2012, Odell assinou um contrato com a In the Name Of, um selo da Columbia Records. Seu talento foi descoberto pela cantora, compositora, atriz e apresentadora britânica Lily Allen, que comentou que "sua energia no palco lembrava David Bowie". Ele lançou seu primeiro EP, Songs from Another Love, em outubro de 2012 e fez sua estreia na televisão em novembro do mesmo ano no Later... with Jools Holland; o produtor do programa, Alison Howe, mais tarde o descreveu como "um clássico das estreias do Later". Odell foi anunciado como um dos 15 nomeados para a votação da BBC Sound of 2013 em janeiro de 2013. Também naquele mês, seu single "Another Love" foi usado pela BBC para anunciar sua programação de 2013, sendo também usada em inúmeros desfiles de moda da Burberry. Ele foi nomeado o vencedor do BRITs 'Critics' Choice Award, anteriormente ganho por artistas como Adele e Florence and the Machine, sendo o primeiro artista masculino a ganhar o prêmio, e foi entrevistado ao lado da vencedora anterior Emeli Sandé durante a cerimônia de televisão em fevereiro de 2013.
O álbum de estreia de Odell, Long Way Down, foi lançado em 21 de junho de 2013 e alcançou o número 1 na parada oficial do Reino Unido. Ele deveria apoiar os Rolling Stones no Hyde Park de Londres em 13 de julho de 2013, mas não pôde se apresentar por causa de uma doença.

### 2014–2015: Reconhecimento
Odell cantou uma música inédita intitulada "Alex" em 7 de fevereiro de 2014 nos Plymouth Pavilions, sendo a primeira música nova performada desde o lançamento de Long Way Down, porém até hoje não foi lançada oficialmente. O show deu início à última etapa da Long Way Down Tour no Reino Unido.
Odell foi eleito o 'compositor do ano' na cerimônia do Ivor Novello Awards de 2014. No mesmo ano "Can't Pretend" foi usada no segundo episódio da série de TV da The CW, The 100. "Can't Pretend" e "Long Way Down" também foram apresentados na The Blacklist e no premiado filme A Culpa é das Estrelas. Sua música "Grow Old With Me" foi apresentada em um episódio de Reign e também em uma grande campanha publicitária de 60 segundos para a Kaiser Permanente intitulada "Thrive". Sua música "Heal" também foi usada no filme Se Eu Ficar, na série de TV NCIS, Diários de um Vampiro e Elementary junto com "Another Love", seu maior hit.
A próxima música de Odell, um cover de "Real Love" dos The Beatles, foi a faixa lançada para o anúncio de Natal da John Lewis de 2014 e lhe rendeu uma grande publicidade. Poucas horas depois de o anúncio ter sido exibido pela primeira vez, a faixa alcançou o topo do chart de tendências do Shazam, um serviço de reconhecimento de músicas. Três dias após o lançamento, ele foi direto para o 21º lugar no Top 40 do Reino Unido, alcançado o pico de sete.
Um cover de "True Colors" de Cyndi Lauper lançado por Odell foi destaque em um anúncio da Sony em 2016.

### 2016–2017:Wrong Crowd
Odell começou a trabalhar em seu segundo álbum de estúdio em 2015, e tocou uma variedade de novas canções no Forest Live, uma série de concertos nas florestas da Inglaterra pela Forestry Commission. Em 4 de abril de 2016, o primeiro single, "Wrong Crowd", foi lançado e um segundo álbum de estúdio de mesmo nome foi anunciado. Além disso, Odell anunciou que faria uma turnê nos Estados Unidos e na Europa. Em 15 de abril de 2016, o segundo single do álbum, "Magnetised", foi lançado. No dia seguinte, Odell revelou que seus shows da The No Bad Days Tour, que começou em 20 de abril de 2016 em Londres, estavam esgotados. O álbum completo foi lançado em 10 de junho de 2016. Em uma entrevista com Holly Willoughby e Phillip Schofield no This Morning, Odell revelou que em alguns países fora do Reino Unido, o público interpretou mal o título do álbum como um insulto, que eles são de fato um público ruim ou, por assim dizer, 'turma errada'.

### 2017–2020:Jubilee Road
Em sua turnê 'No Bad Days', Odell revelou que estava escrevendo um novo álbum e tocou novas músicas ao vivo. Em novembro de 2017, ele fez uma turnê pela Alemanha no New Fall Festival em Düsseldorf e Stuttgart e anunciou que o álbum foi concluído e um primeiro single estava para ser lançado em breve. Em 20 de dezembro de 2017, Odell anunciou em uma entrevista na BBC Radio 2 que o novo álbum estava programado para lançamento em meados de 2018. Em 14 de junho de 2018, o primeiro single do próximo álbum de Odell, "If You Wanna Love Somebody", foi lançado mundialmente. 'Jubilee Road' foi lançado em 26 de outubro.
O álbum é inspirado por seus antigos vizinhos e comunidade. O título "Jubilee Road" deveria ser uma referência a uma rua com terraço no leste de Londres onde Odell morava, mas quando ele perguntou aos vizinhos se ele poderia usar o nome verdadeiro, eles responderam que temiam que se tornasse um destino turístico e preferia que ele criasse um nome fictício.

### 2021:Monsters
"Numb", o primeiro single do quarto álbum de Odell, foi lançado em fevereiro de 2021. Em uma entrevista ao The Gentleman's Journal em 27 de fevereiro de 2021, foi revelado que o quarto álbum de estúdio de Odell é intitulado Monsters (em caixa baixa). Ele afirmou que o álbum teria tons mais dark e electro-pop, e as letras foram inspiradas por artistas como XXXTentacion, Drake e Travis Scott. O segundo single do álbum, "Monster v.1", foi lançado em março de 2021. O álbum foi lançado em 9 de julho de 2021 e alcançou o TOP 4 do principal chart do Reino Unido.

## Influências
Tom Odell cresceu ouvindo Elton John. Um dos primeiros álbuns que ouviu foi Goodbye Yellow Brick Road (1973). Ele também cita David Bowie, Jeff Buckley, Bob Dylan, Arthur Russell, Leonard Cohen, Leon Russell, Billy Joel, Randy Newman, Tom Waits, Rodríguez e Bruce Springsteen como influências. É fã de Arcade Fire, James Blake, Cat Power, Blur, Beach House, Radiohead e Ben Folds.
Odell disse numa entrevista que suas músicas são inspiradas em sua "capacidade de sustentar uma relação com alguém por nada mais que seis meses." Ele diz, "Acho que escrevo músicas melhores quando estou sendo honesto, e escrevendo sobre coisas que acontecem comigo. Isso pode ficar um pouco estranho quando amigos ou namoradas descobrem que alguma música é sobre eles. Mas é maravilhoso o que você pode liberar com isso. Licença artística, eu acho que chamam assim."

## Discografia

### Álbuns de estúdio
| Título                                                                                | Detalhes | Pico nos charts | Pico nos charts | Pico nos charts | Pico nos charts | Pico nos charts | Pico nos charts | Pico nos charts | Pico nos charts | Pico nos charts | Pico nos charts | Pico nos charts | Certificações                                                                   |
| Título                                                                                | Detalhes | UK              | AUS             | AUT             | BEL             | DEN             | GER             | IRE             | NL              | NZ              | POL             | SWI             | Certificações                                                                   |
| ------------------------------------------------------------------------------------- | --- | --------------- | --------------- | --------------- | --------------- | --------------- | --------------- | --------------- | --------------- | --------------- | --------------- | --------------- | ------------------------------------------------------------------------------- |
| Long Way Down                                                                         | - Lançamento: 24 de junho de 2013; - Gravadora: Columbia Records; - Formato: CD, streaming e download digital.                   | 1               | 66              | 48              | 5               | 36              | 17              | 5               | 1               | 39              | 31              | 2               | - BPI: Platinum - BVMI: Gold - IFPI DEN: Gold - NVPI: Platinum - ZPAV: Platinum |
| Wrong Crowd                                                                           | - Lançamento: 10 de junho de 2016; - Gravadora: Columbia Records; - Formato: CD, streaming e download digital, disco de vinil.   | 2               | 29              | 35              | 13              | —               | 16              | 6               | 9               | —               | 15              | 2               | - BPI: Gold                                                                     |
| Jubilee Road                                                                          | - Lançamento: 26 de outubro de 2018; - Gravadora: Columbia Records; - Formato: CD, streaming e download digital, disco de vinil. | 5               | —               | 53              | 56              | —               | 66              | 27              | 30              | —               | 44              | 20              |                                                                                 |
| Monsters                                                                              | - Lançamento: 9 de julho de 2021; - Gravadora: Columbia Records; - Formato: CD, streaming e download digital, disco de vinil.    | 4               | —               | —               | 195             | —               | —               | 35              | —               | —               | —               | 43              |                                                                                 |
| Best Day of My Life                                                                   | - Lançamento: 2022 |                 |                 |                 |                 |                 |                 |                 |                 |                 |                 |                 |                                                                                 |
| Black Friday                                                                          | - Lançamento: 2024 |                 |                 |                 |                 |                 |                 |                 |                 |                 |                 |                 |                                                                                 |
| A Wonderful Life                                                                      | - Lançamento: 2025 |                 |                 |                 |                 |                 |                 |                 |                 |                 |                 |                 |                                                                                 |
| "—" indica que o álbum não alcançou as paradas ou não foi lançado naquele território. | |                 |                 |                 |                 |                 |                 |                 |                 |                 |                 |                 |                                                                                 |

### Extended Plays (EP)
| Título                             | Detalhes |
| ---------------------------------- | --- |
| Songs from Another Love            | - Lançamento: 15 de outubro de 2012 - Gravadora: Columbia Records, In the Name Of - Formato: Streaming e download digital, disco de vinil. |
| The Another Love EP                | - Lançamento: 14 de junho de 2013 - Gravadora: Columbia Records, In the Name Of - Formato: Streaming e download digital, disco de vinil.   |
| Spotify Sessions - Wrong Crowd     | - Lançamento: 22 de julho de 2016 - Gravadora: Columbia Records - Formato: Streaming                                                       |
| Spending All My Christmas with You | - Lançamento: 9 de dezembro de 2016. - Gravadora: Columbia Records - Formato: Streaming e download digital, disco de vinil                 |

### Singles
| "Another Love"                                                                         | 2012 | 10 | 2 | 1  | 11  | 11 | 24 | 6  | — | 23 | - BPI: 2× Platinum - BEA: Platinum - BVMI: 3× Gold - IFPI AUT: Gold - IFPI SWI: Platinum - NVPI: Gold | Long Way Down                      |
| "Can't Pretend"                                                                        | 2013 | 67 | — | 52 | 200 | —  | —  | —  | — | —  | | Long Way Down                      |
| "Hold Me"                                                                              | 2013 | 44 | — | —  | —   | —  | —  | —  | — | —  | | Long Way Down                      |
| "Grow Old with Me"                                                                     | 2013 | 46 | — | 53 | —   | —  | —  | —  | — | —  | - BPI: Silver                                                                                         | Long Way Down                      |
| "I Know"                                                                               | 2013 | 92 | — | 70 | —   | —  | —  | —  | — | —  | | Long Way Down                      |
| "Real Love"                                                                            | 2014 | 7  | — | 71 | —   | —  | 16 | 83 | — | —  | - BPI: Silver                                                                                         | Spending All My Christmas With You |
| "Wrong Crowd"                                                                          | 2016 | —  | — | —  | —   | —  | —  | —  | — | —  | | Wrong Crowd                        |
| "Magnetised"                                                                           | 2016 | 40 | — | 51 | 157 | —  | 62 | —  | — | 73 | - BPI: Silver                                                                                         | Wrong Crowd                        |
| "Here I Am"                                                                            | 2016 | —  | — | 58 | —   | —  | —  | —  | — | —  | | Wrong Crowd                        |
| "True Colours"                                                                         | 2016 | —  | — | —  | —   | —  | —  | —  | — | —  | | True Colors [Single]               |
| "Silhouette"                                                                           | 2016 | —  | — | —  | —   | —  | —  | —  | — | —  | | Wrong Crowd                        |
| "Jealousy"                                                                             | 2017 | —  | — | —  | —   | —  | —  | —  | — | —  | | Wrong Crowd                        |
| "If You Wanna Love Somebody"                                                           | 2018 | —  | — | —  | —   | —  | —  | —  | — | —  | | Jubilee Road                       |
| "Half as Good as You"                                                                  | 2018 | —  | — | —  | —   | —  | —  | —  | — | —  | | Jubilee Road                       |
| "Go Tell Her Now"                                                                      | 2019 | —  | — | —  | —   | —  | —  | —  | — | —  | | Jubilee Road                       |
| "numb"                                                                                 | 2021 | —  | — | —  | —   | —  | —  | —  | — | —  | | Monsters                           |
| "monster v.1"                                                                          | 2021 | —  | — | —  | —   | —  | —  | —  | — | —  | | Monsters                           |
| "monster v.2"                                                                          | 2021 | —  | — | —  | —   | —  | —  | —  | — | —  | | Monsters                           |
| "numb (feat. Zaia)"                                                                    | 2021 | —  | — | —  | —   | —  | —  | —  | — | —  | | Monsters                           |
| "money"                                                                                | 2021 | —  | — | —  | —   | —  | —  | —  | — | —  | | Monsters                           |
| "lose you again"                                                                       | 2021 | —  | — | —  | —   | —  | —  | —  | — | —  | | Monsters                           |
| "—" indica que o single não alcançou as paradas ou não foi lançado naquele território. |      |    |   |    |     |    |    |    |   |    | |                                    |

### Singles promocionais
| Título         | Ano  | Album         |
| -------------- | ---- | ------------- |
| "Sirens"       | 2013 | Long Way Down |
| "Jubilee Road" | 2018 | Jubilee Road  |

### Participações
| Título       | Ano  | Album                              |
| ------------ | ---- | ---------------------------------- |
| "Summer Day" | 2019 | MOOMINVALLEY (Official Soundtrack) |

## Turnês
- Long Way Down Tour (2013)
- No Bad Days Tour (2016-2017)
- Jubilee Road Tour (2018-2019)
- the monsters Tour (2022)[29]

## Prêmios e indicações
| Ano  | Organização         | Prêmio                   | Resultado |
| ---- | ------------------- | ------------------------ | --------- |
| 2013 | MTV                 | Brand New For 2013       | Indicado  |
| 2013 | BRIT Awards         | Critics' Choice Award    | Ganhador  |
| 2013 | BBC                 | Sound of 2013            | Indicado  |
| 2014 | BRIT Awards         | British Male Solo Artist | Indicado  |
| 2014 | BRIT Awards         | British Breakthrough Act | Indicado  |
| 2014 | Ivor Novello Awards | Songwriter of the Year   | Ganhador  |